# Grube Selma
Die Grube Selma ist eine ehemalige Eisen-Grube des Bensberger Erzreviers in Bergisch Gladbach. Das Gelände gehört zum Stadtteil Sand. Das Mutungsgesuch erfolgte am 28. Januar 1849.  Daraufhin wurde am 31. Januar 1849 ein Mutschein auf Toneisenstein für die „Fundgrube Selma an der Steinrüsche im Schmalzgruberbusch bei der Kortenbach auf dem Eigentum des Philipp Fischer“ ausgestellt. Dabei handelt es sich um einen Steinbruch etwa 300 Meter nordöstlich von der Ansiedlung Knoppenbissen in der Hardt. Die Verleihungsurkunde trägt das Datum 10. November 1850. Seit wann Betriebstätigkeiten mit welchen Ergebnissen und mit welchem Aufwand aufgenommen worden sind, konnte nicht festgestellt werden. Wegen finanzieller Schwierigkeiten der Gewerkschaft Britannia wurden ab 1852 bis 1862 Jahr für Jahr und ab 1862 auf unbestimmte Zeit Fristungen beantragt, die mit entsprechenden Stundungen durch die Bergbehörde genehmigt wurden. Dadurch blieben die Bergrechte im Eigentum der Gewerkschaft Britannia erhalten, obwohl der Betrieb ruhte.
Ein Protokoll vom 18. Juli 1868 berichtet über die Erweiterung des Geviertfeldes des Eisenerzbergwerks Selma. Erwähnt wird die gänzliche Überdeckung mit den Grubenfeldern Jungfrau, Blücher II und Madonna sowie die teilweise Überdeckung der Grubenfelder Norma, Blücher III, Blücher und der Mutung Norma II. Diese Grubenfelder waren auf Zink, Blei und Kupfer verliehen. Soweit Eisenerz vorkam, lagen die Bergrechte jetzt bei der Grube Selma. Das Oberbergamt Bonn genehmigte diese Regelung am 19. Oktober 1868. In dem erwähnten Gebiet findet man an vielen Stellen mehrere Pingen von Tagebau und Schächten sowie zwei verschüttete Stollenmundlöcher und mehrere Halden. Es ist aber schwierig, die Relikte richtig einzuordnen und vom Zink- und Bleibergbau zu unterscheiden.